# 圓田站

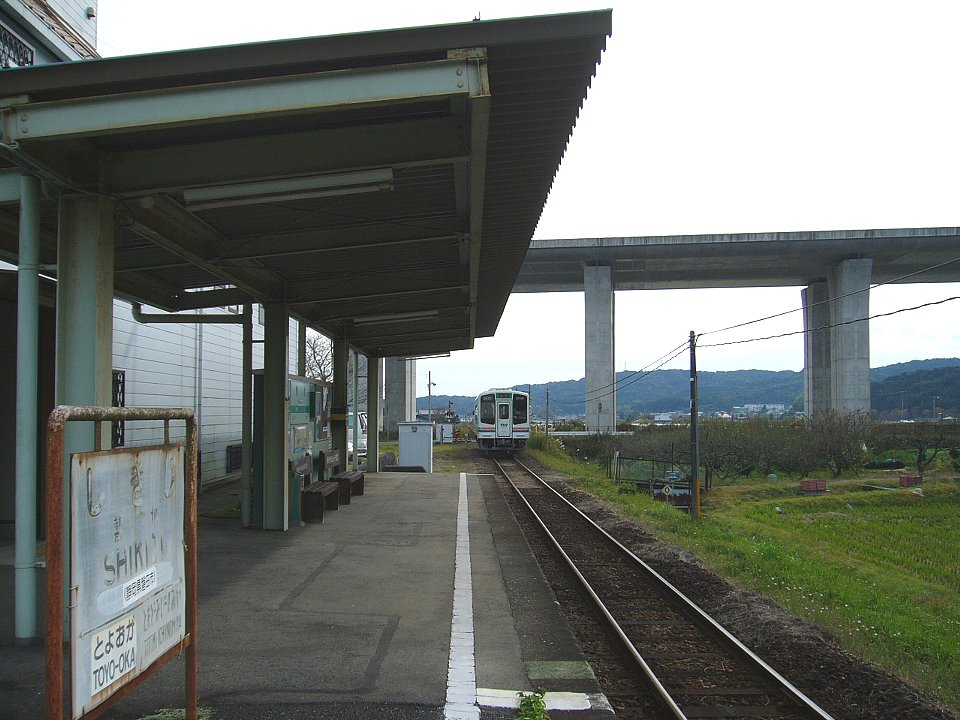
Tohtoumi-Ichinomiya 002.JPG

圓田站（日语：／ Enden eki */?）是位於靜岡縣周智郡森町圓田1066番2號，天龍濱名湖鐵道的天龍濱名湖線車站。

## 歷史
- 1988年（昭和63年）3月13日 - 此站啟用。

## 車站構造
車站是一座地面車站，設有1面1線的單式月台。
此站是無人車站，沒有車站大樓。車站北邊較高，南邊較低的斜坡上。

## 使用狀況
以下為近年1日平均乘車人次
| 乘車人次變化 | 乘車人次變化      |
| 年度         | 一日平均 乘車人次 |
| ------------ | ----------------- |
| 2008         | 47                |
| 2009         | 45                |
| 2010         | 38                |
| 2011         | 31                |
| 2012         | 37                |
| 2013         | 40                |
| 2014         | 42                |
| 2015         | 33                |
| 2016         | 40                |
| 2017         | 38                |
| 2018         | 36                |

## 車站周邊
車站附近較多住宅。另外，在車站西北設有遠州森町停車區和智能交匯處。

## 相鄰車站
天龍濱名湖鐵道
天龍濱名湖線
森町醫院前－圓田－遠江一宮

## 注腳
1. ↑  掛川市統計書

## 外部連結
- 圓田站 （页面存档备份，存于）（日語） - 天龍濱名湖鐵道株式會社